# Parc Raymond-Erraçarret

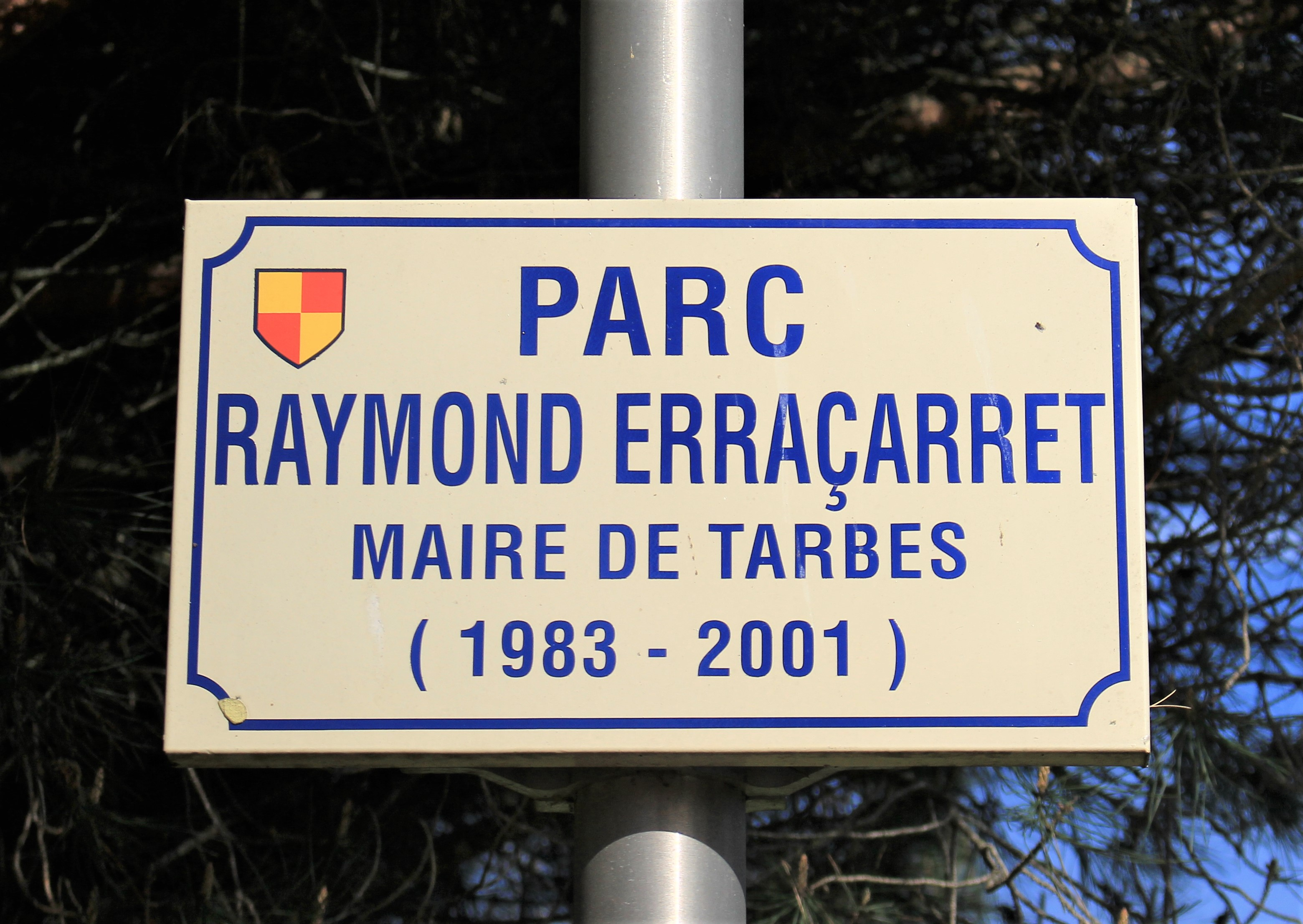

Le Parc Raymond-Erraçarret est un jardin public de la ville de Tarbes, dans le département français des Hautes-Pyrénées.

## Toponymie
Ce parc porte le nom de l'ancien maire de Tarbes Raymond Erraçarret depuis son décès en 2019. C’était anciennement le parc de l'Échez. Il a une superficie de 7 ha.

## Localisation
Le parc est situé dans le quartier de Solazur (canton de Tarbes 3) en bordure de  l'Échez et au nord de la résidence Array dou Sou, il a pour accès le chemin de terrain de Manœuvres à l'est et le chemin de Bastillac à l'ouest

## Galerie d'images

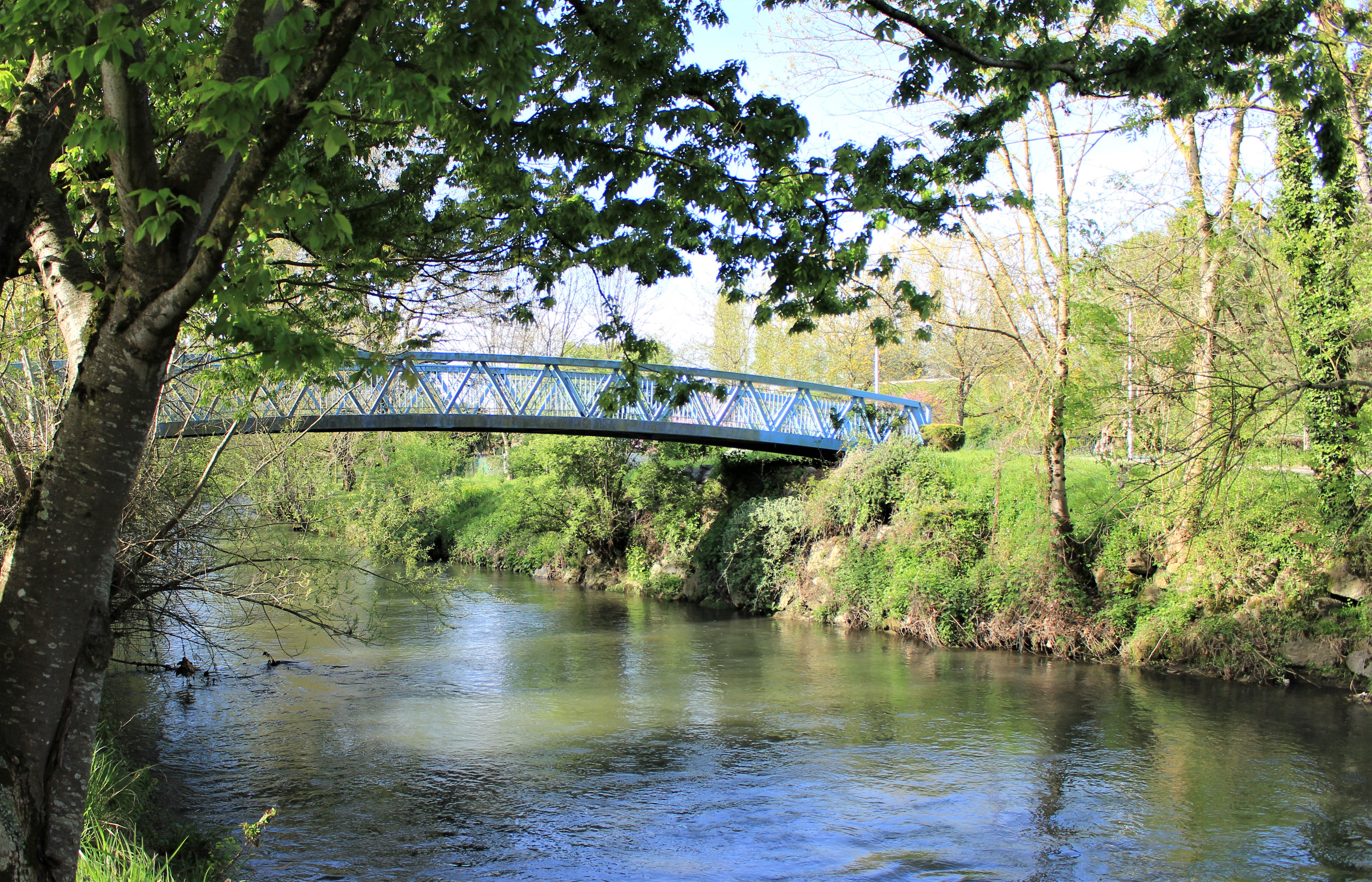
La passerelle au dessue de l'Échez.
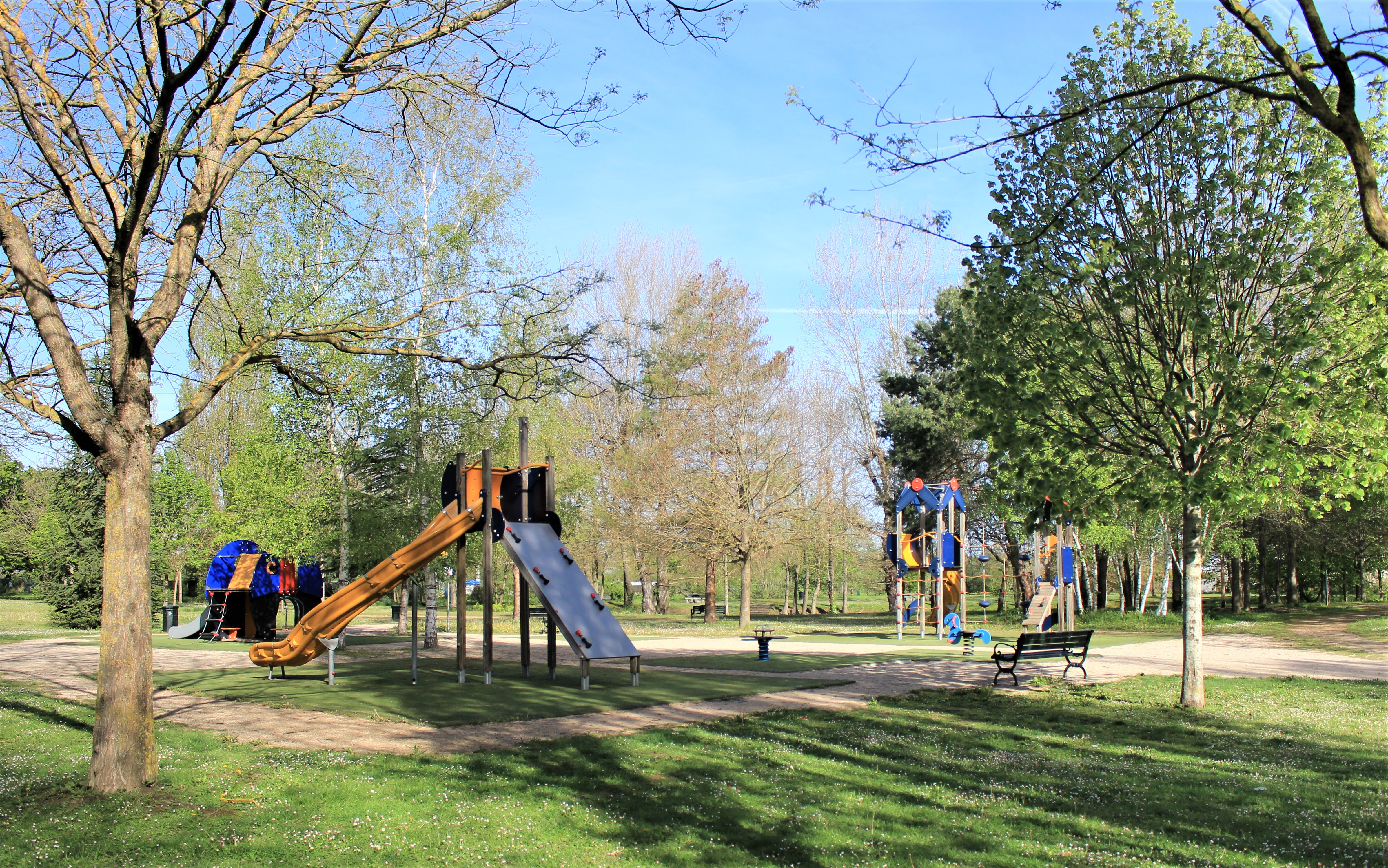
L'aire de jeux.
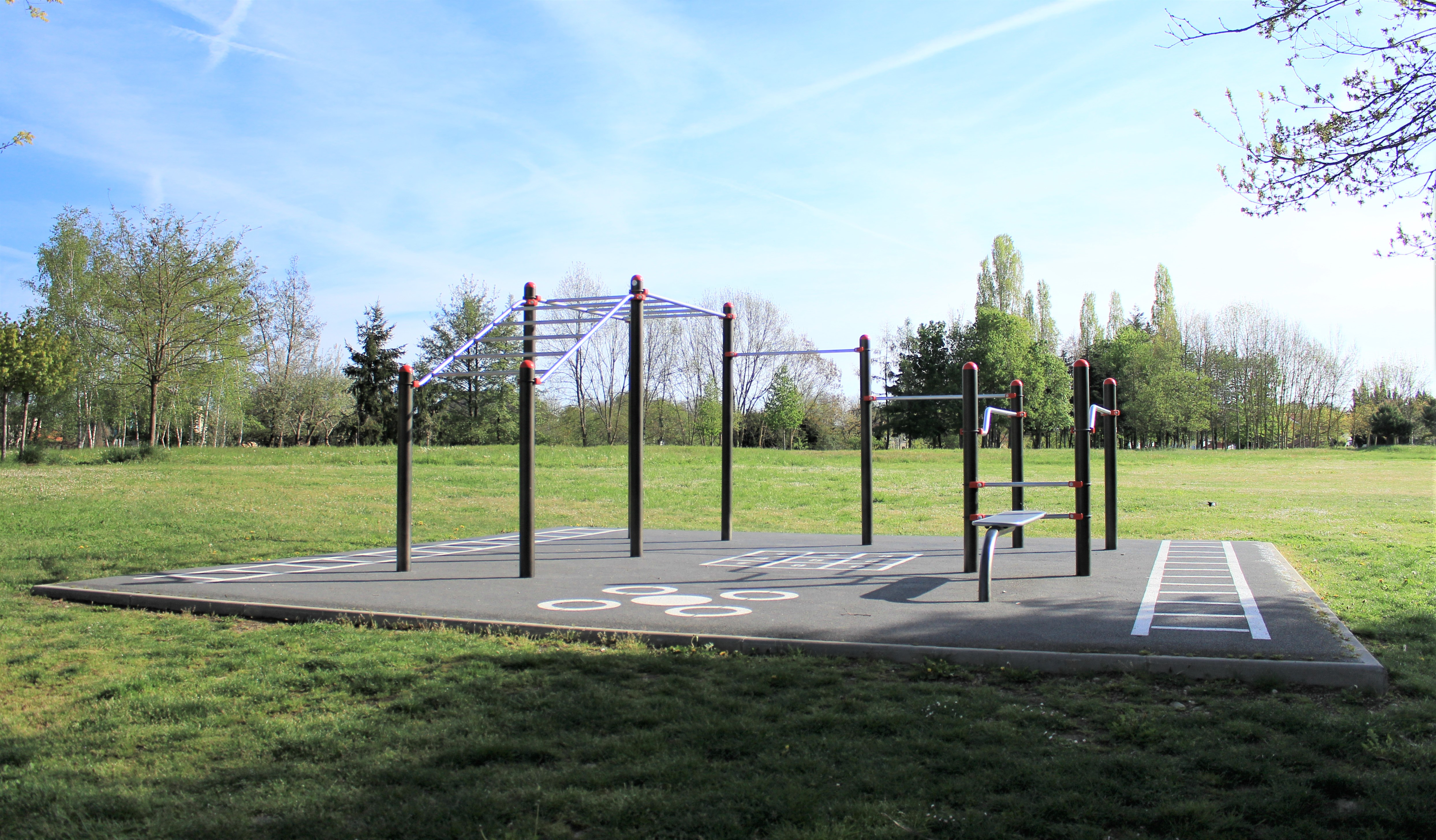
Le parcours sportif.

## Historique
C’est un parc moderne aménagé entre 2000 et 2003, qui a été créé lors de l’extension de la zone universitaire du quartier de Solazur.

## Description
Une passerelle piétonne qui enjambe l'Echez  relie les différents équipements entre eux : plaine de jeux, jeux d'enfants, aire de pique-nique, boisements, coulée verte, jardins de quartier et parcours de santé.

## Galerie d'images

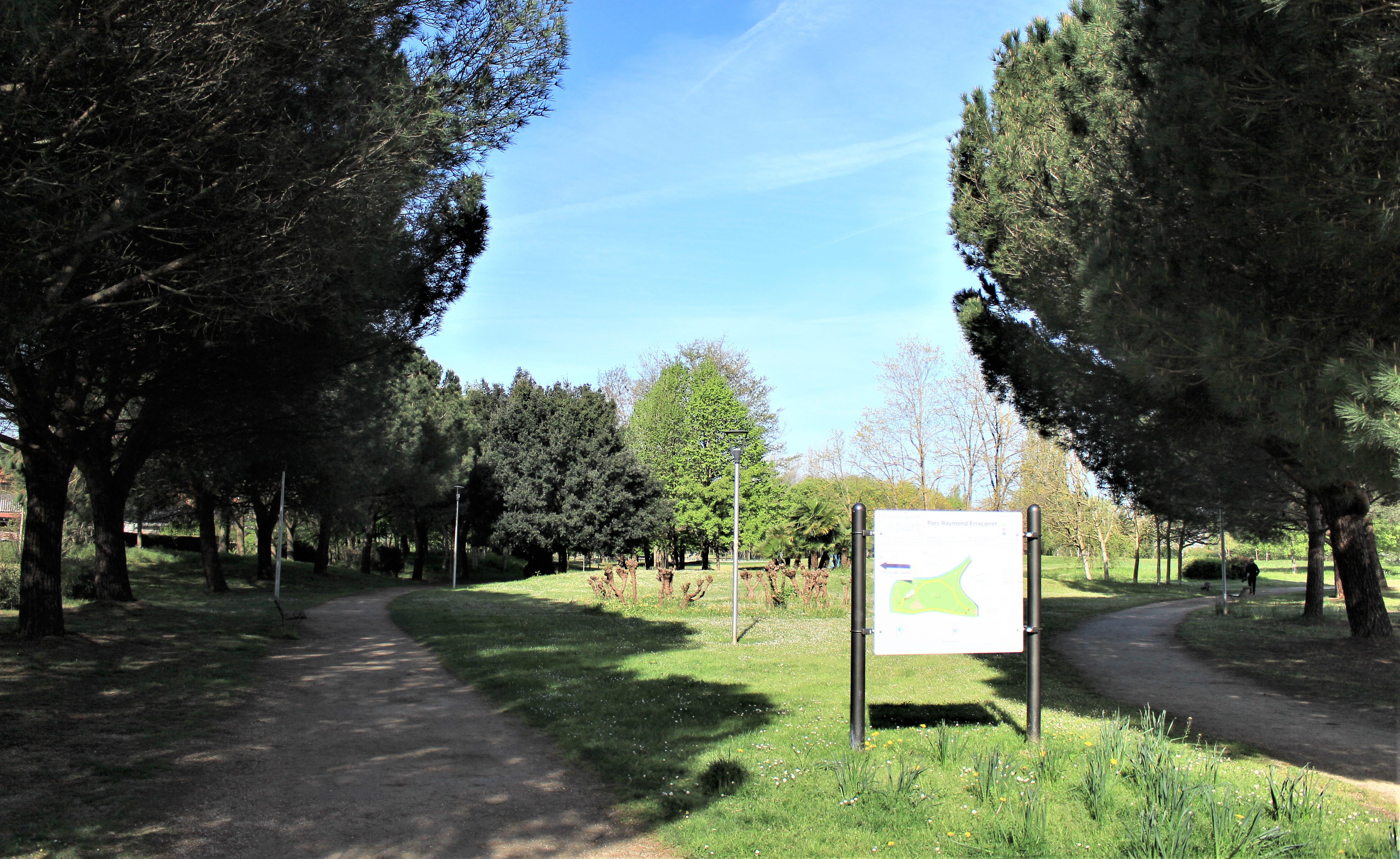
Les allées.
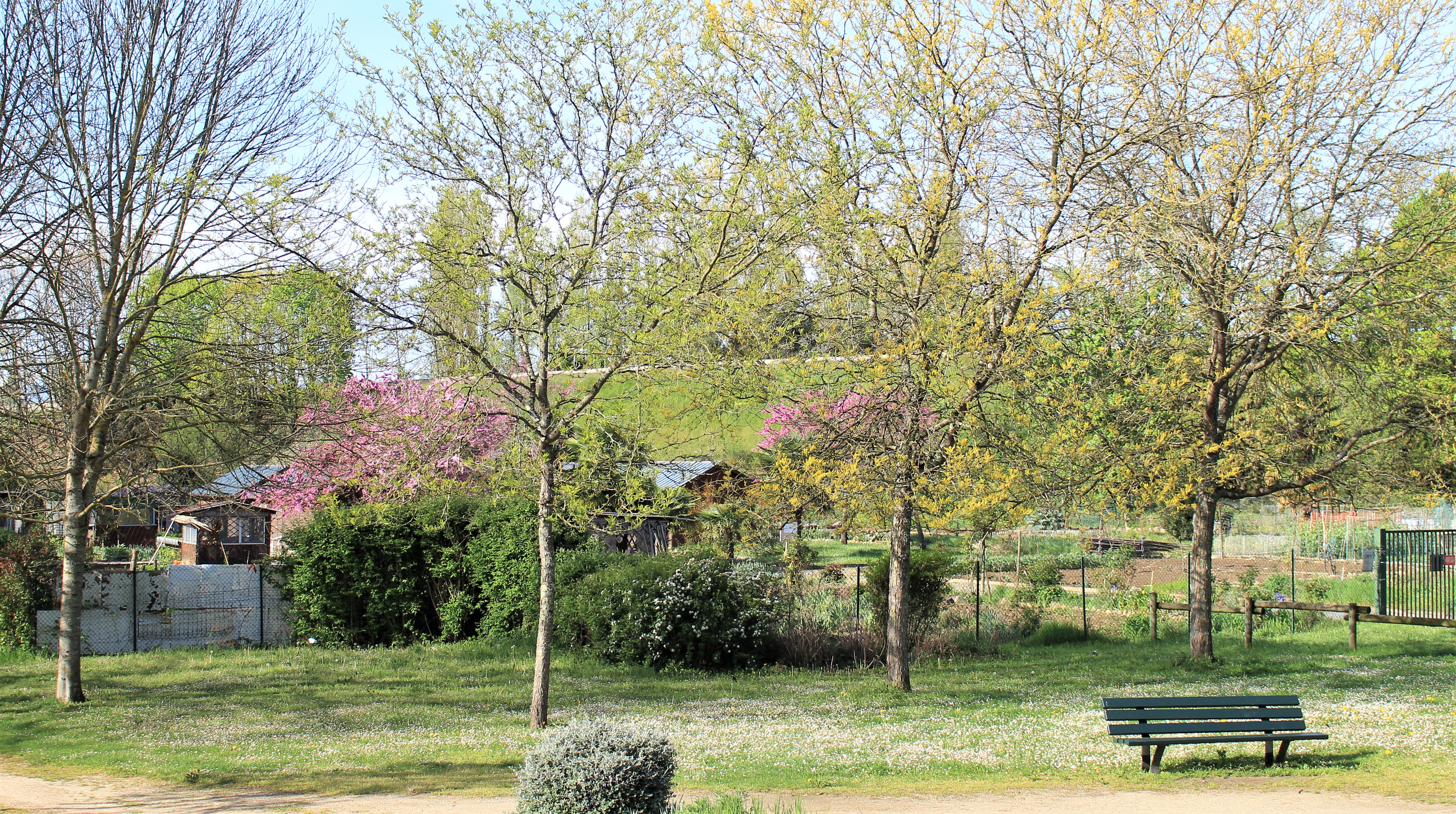
Les jardins.
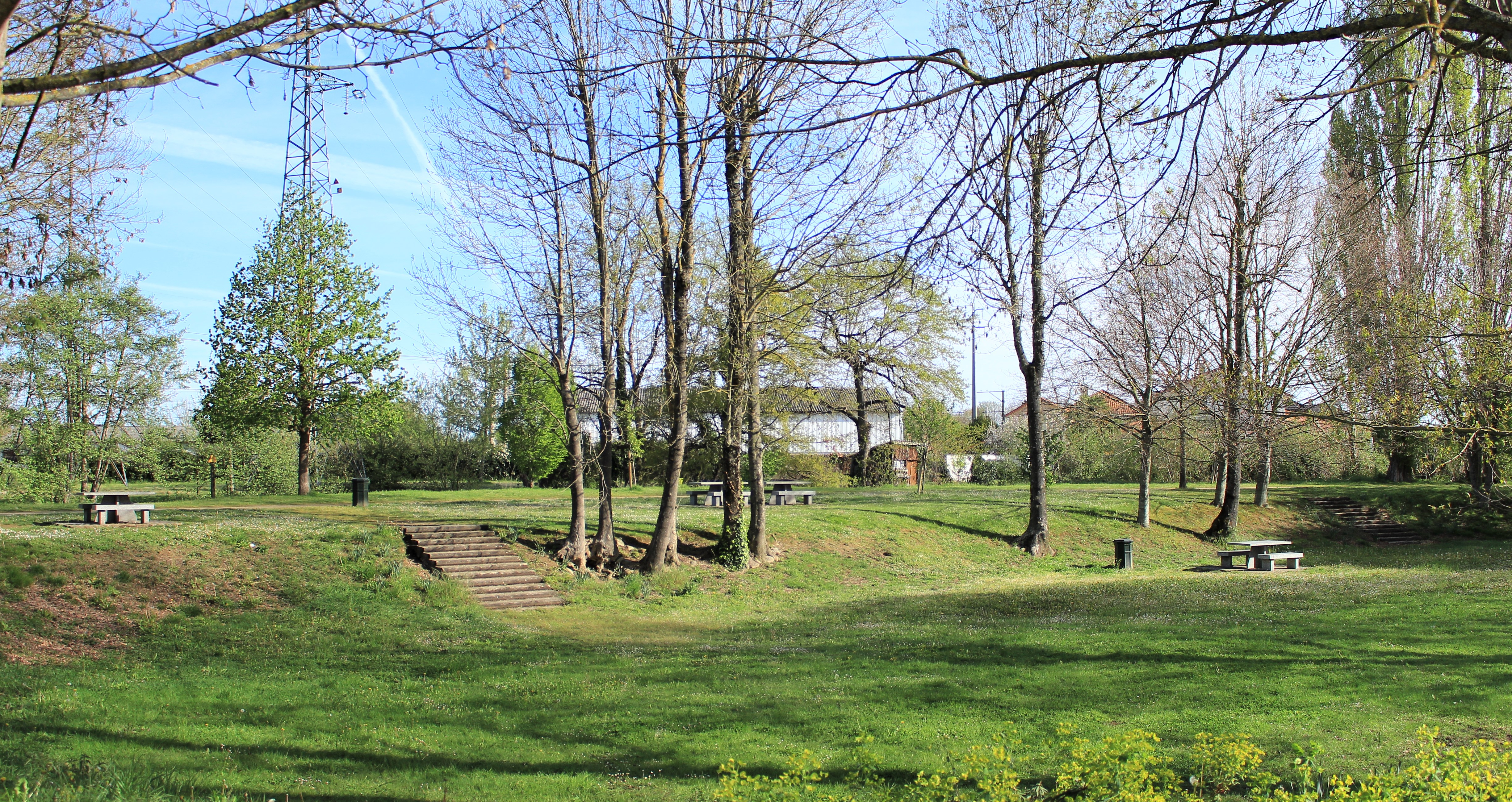
L'aire de pique-nique.